# Kathleen Antonelli
Kathleen "Kay" McNulty Mauchly Antonelli (Creeslough (Ierland), 12 februari 1921 – Wyndmoor (Verenigde Staten), 20 april 2006) was een van de zes oorspronkelijke programmeurs van de ENIAC, de eerste programmeerbare elektronische computer.

## Biografie
Ze werd geboren als Kathleen Rita McNulty in Creeslough (County Donegal) in Ierland op 12 februari 1921 tijdens de Ierse vrijheidsoorlog. In oktober 1924 emigreerde ze met haar familie naar de Verenigde Staten.
Ze studeerde wiskunde aan het Chestnut Hill College for Women in Philadelphia. Ze studeerde af in juni 1942. Ongeveer twee weken na haar afstuderen zag ze een advertentie van de US Civil Service staan in The Philadelphia Inquirer, waarin vrouwen werden gezocht met een wiskundebul. Tijdens de Tweede Wereldoorlog zocht het Amerikaanse leger vrouwen om de trajecten van granaten en raketten te berekenen in het Ballistic Research Laboratory in Aberdeen Proving Ground (Maryland). Antonelli en Frances Spence, een van de andere afgestudeerde wiskundigen, reageerden op de advertentie. Samen gingen ze in juni 1942 naar het sollicitatiegesprek.

## Moore School of Engineering
Een week later werden Bilas en Antonelli aangenomen als computers aan de Moore School of Electrical Engineering aan de Universiteit van Pennsylvania. Hun werk bestond uit het berekenen van artillerietrajecten met behulp van mechanische tafelrekenmachines en uitzonderlijk grote stukken papier. In totaal werkten ongeveer 75 jonge vrouwen aan de Moore School. Zij werden verder opgeleid door Adele Goldstine, Mary Mauchly en Mildred Kramer Na twee of drie maanden gingen Kay en Fran werken met de Differential Analyzer (Differentieel Analysator), indertijd de grootste mechanische rekenmachines. Met die analysator, tien jaar eerder uitgevonden door Vannevar Bush, van het MIT, kon het berekenen van een traject in vijftig minuten uitgevoerd worden.

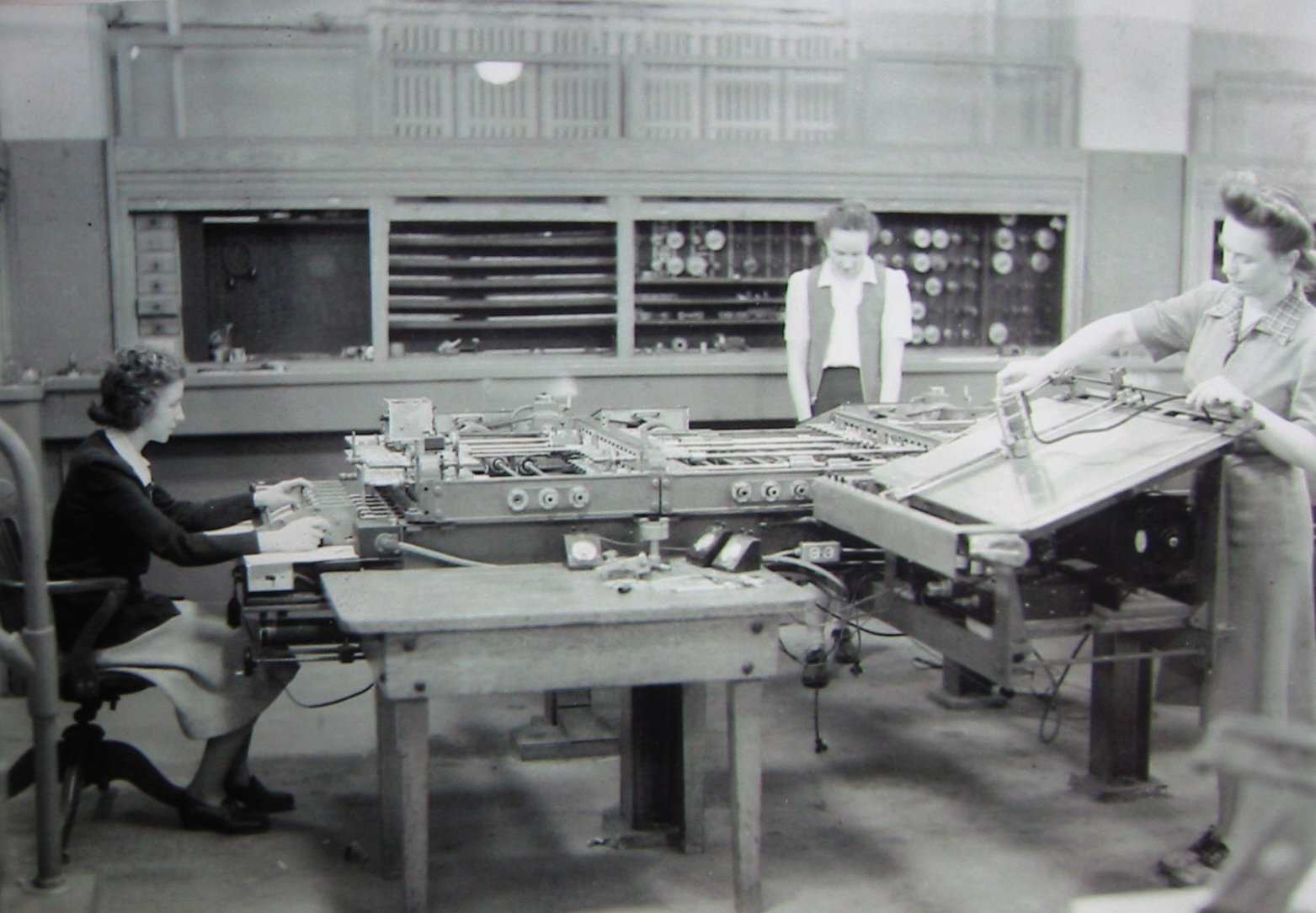
Kathleen Antonelli, Alyse Snyder en Sis Stump

## ENIAC
Ook de ENIAC was tussen 1943 en 1945 ontwikkeld om dezelfde ballistische trajectberekeningen uit te voeren. In juni 1945 werden Antonelli , Betty Holberton, Marlyn Meltzer Ruth Teitelbaum en Helen Greenman aangesteld als de eerste programmeurs van de ENIAC. Greenman werd na korte tijd vervangen door Jean Bartik. Later dat jaar voegde ook Frances Spence, zich nog bij het team.
De ENIAC kon de ballistische-trajectberekeningen in ongeveer tien seconden uitvoeren. Het duurde vaak een of twee dagen om de schakels en kabels van de computer op de juiste manier in te stellen. De zes vrouwen hadden als taak om de volgorde van de verschillende taken uit te rekenen zodat de ENIAC de berekeningen kon uitvoeren. Vervolgens stelden ze de supercomputer ook op de juiste wijze in. Omdat de ENIAC een geheim project was mochten de programmeurs eerst niet in de kamer waar de computer stond opgesteld. Ze moesten al hun berekeningen van blauwdrukken maken in de naastgelegen kamers. Nadat ze dat een keer succesvol hadden gedaan mochten ze in het vervolg wel de kamer in waar de ENIAC stond.

## Privéleven
Ze trouwde in 1948 met de ENIAC-ontwerper, John Mauchly. Met hem kreeg ze vijf kinderen. Nadat Mauchly in 1980 was overleden trouwde ze in 1985 met fotograaf Severo Antonelli. Antonelli overleed op 20 april 2006 in Wyndmoor (Verenigde Staten) aan de gevolgen van kanker.

## Eerbetoon
In 1997 werd Antonelli ingewijd in de Women in Technology International Hall of Fame samen met de andere vijf oorspronkelijke ENIAC-programmeurs.